# Illes i les àrees protegides del golf de Califòrnia
Les Illes i àrees protegides del Golf de Califòrnia són un conjunt d'illes, illots i zones costaneres situades al golf de Califòrnia, es localitza en els estats mexicans de Baixa Califòrnia, Baixa Califòrnia Sud, Sonora, Sinaloa i Nayarit.
Van ser declarades Patrimoni de la Humanitat per la UNESCO l'any 2005 i estesa seva àrea de protecció en l'any 2007 i 2011. Aquesta denominació es compon dels següents espais naturals:
| Codi        | Nom                                                                          | Estat                                                 | Extensió                                                                 | Coordenades                                            |
| ----------- | ---------------------------------------------------------------------------- | ----------------------------------------------------- | ------------------------------------------------------------------------ | ------------------------------------------------------ |
| 1182-001    | Islas del Golfo de California                                                | Baja California, Baja California Sur, Sonora, Sinaloa | Zona de protección: Plantilla:Unidad.                                    | 29° 00′ 00″ N, 112° 20′ 00″ O / 29.00000°N,112.33333°O |
| 1182-002    | Reserva de la Biosfera del Alto Golfo de California y delta del río Colorado | Baja California, Sonora                               | Zona de protección: Plantilla:Unidad. Zona de respeto: Plantilla:Unidad. | 31° 38′ 00″ N, 114° 37′ 00″ O / 31.63333°N,114.61667°O |
| 1182-003    | Isla San Pedro Mártir                                                        | Sonora                                                | Zona de protección: Plantilla:Unidad. Zona de respeto: Plantilla:Unidad. | 28° 22′ 30″ N, 112° 20′ 15″ O / 28.37500°N,112.33750°O |
| 1182-004    | El Vizcaíno (franja costera y marina en el Golfo de California)              | Baja California Sur                                   | Zona de respeto: Plantilla:Unidad.                                       | 28° 22′ 30″ N, 112° 20′ 15″ O / 28.37500°N,112.33750°O |
| 1182-005    | Parque Nacional Bahía de Loreto                                              | Baja California Sur                                   | Zona de protección: Plantilla:Unidad.                                    | 25° 50′ 35″ N, 111° 13′ 00″ O / 25.84306°N,111.21667°O |
| 1182-006    | Parque Nacional Cabo Pulmo                                                   | Baja California Sur                                   | Zona de protección: Plantilla:Unidad.                                    | 23° 27′ 00″ N, 109° 25′ 00″ O / 23.45000°N,109.41667°O |
| 1182-007    | Área de fauna y flora protegida del Cabo San Lucas                           | Baja California Sur                                   | Zona de protección: Plantilla:Unidad.                                    | 22° 53′ 00″ N, 109° 52′ 00″ O / 22.88333°N,109.86667°O |
| 1182-008    | Reserva de la Biosfera de Islas Marías                                       | Nayarit                                               | Zona de protección: Plantilla:Unidad. Zona de respeto: Plantilla:Unidad. | 21° 35′ 00″ N, 106° 32′ 00″ O / 21.58333°N,106.53333°O |
| 1182-009    | Parque Nacional Isla Isabel                                                  | Nayarit                                               | Zona de protección: Plantilla:Unidad.                                    | 21° 51′ 00″ N, 105° 53′ 00″ O / 21.85000°N,105.88333°O |
| 1182-010bis | Archipiélago de San Lorenzo                                                  | Baja California                                       | Zona de protección: Plantilla:Unidad. Zona de respeto: Plantilla:Unidad. |                                                        |
| 1182-011bis | Islas Marietas                                                               | Nayarit                                               | Zona de protección: Plantilla:Unidad. Zona de respeto: Plantilla:Unidad. |                                                        |
| 1182-012ter | Zona de Conservación Ecológica y de Interés Comunitario Balandra             | Baja California Sur                                   | Zona de protección: Plantilla:Unidad.                                    |                                                        |